# Tour du Léman
Die Tour du Léman ist eine Ruderregatta auf dem Genfersee in der Schweiz. Sie wird seit 1972 alljährlich Ende September vom Genfer Yachtclub Société Nautique de Genève (SNG) für gesteuerte Vierer ausgerichtet. Die Strecke führt vom Startpunkt Genf aus einmal um den Genfersee und ist mit einer Länge von ca. 160 Kilometern eine der längsten Ruderregatten der Welt.

## Streckenführung

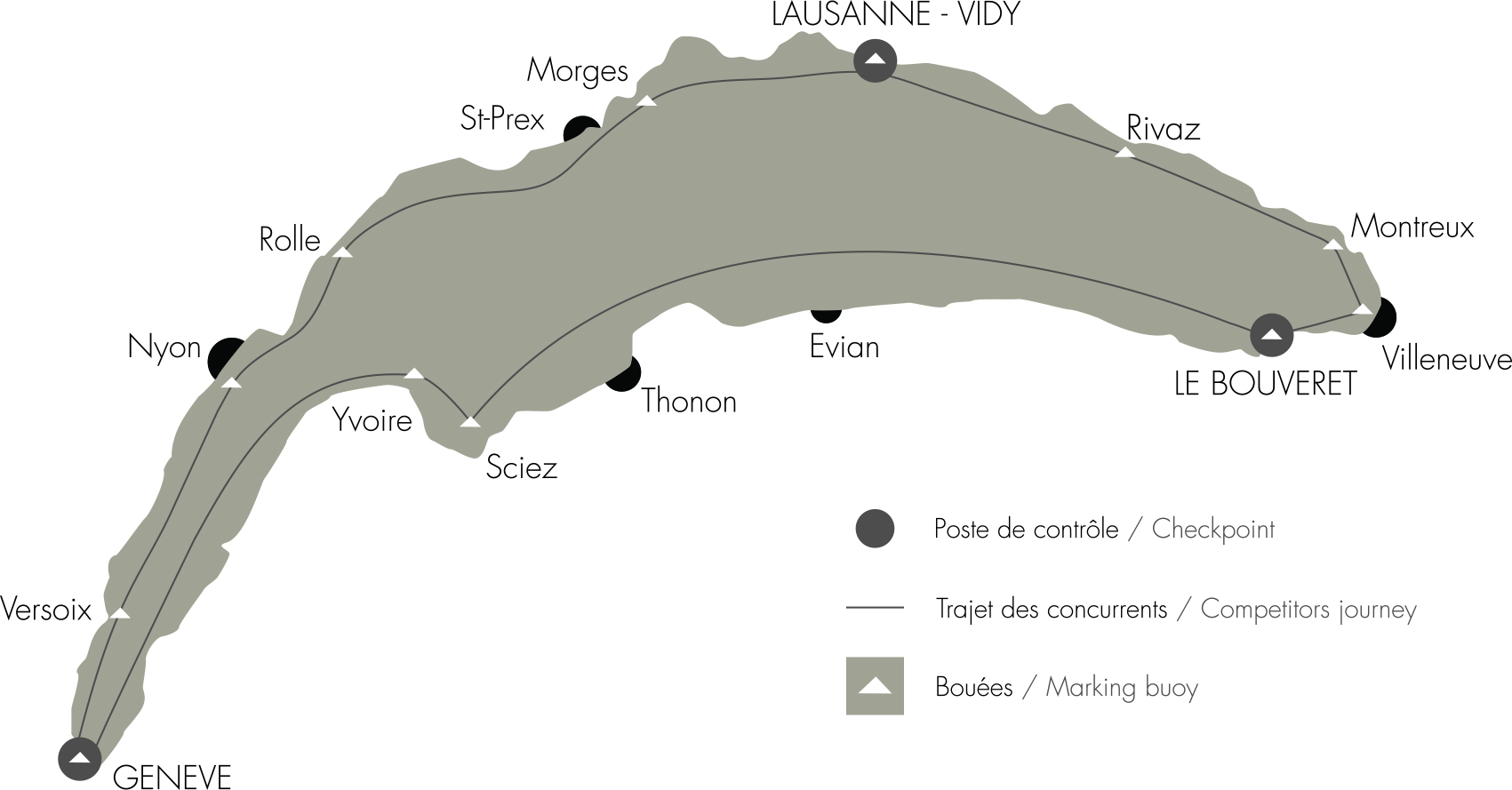
Streckenführung der Regatta

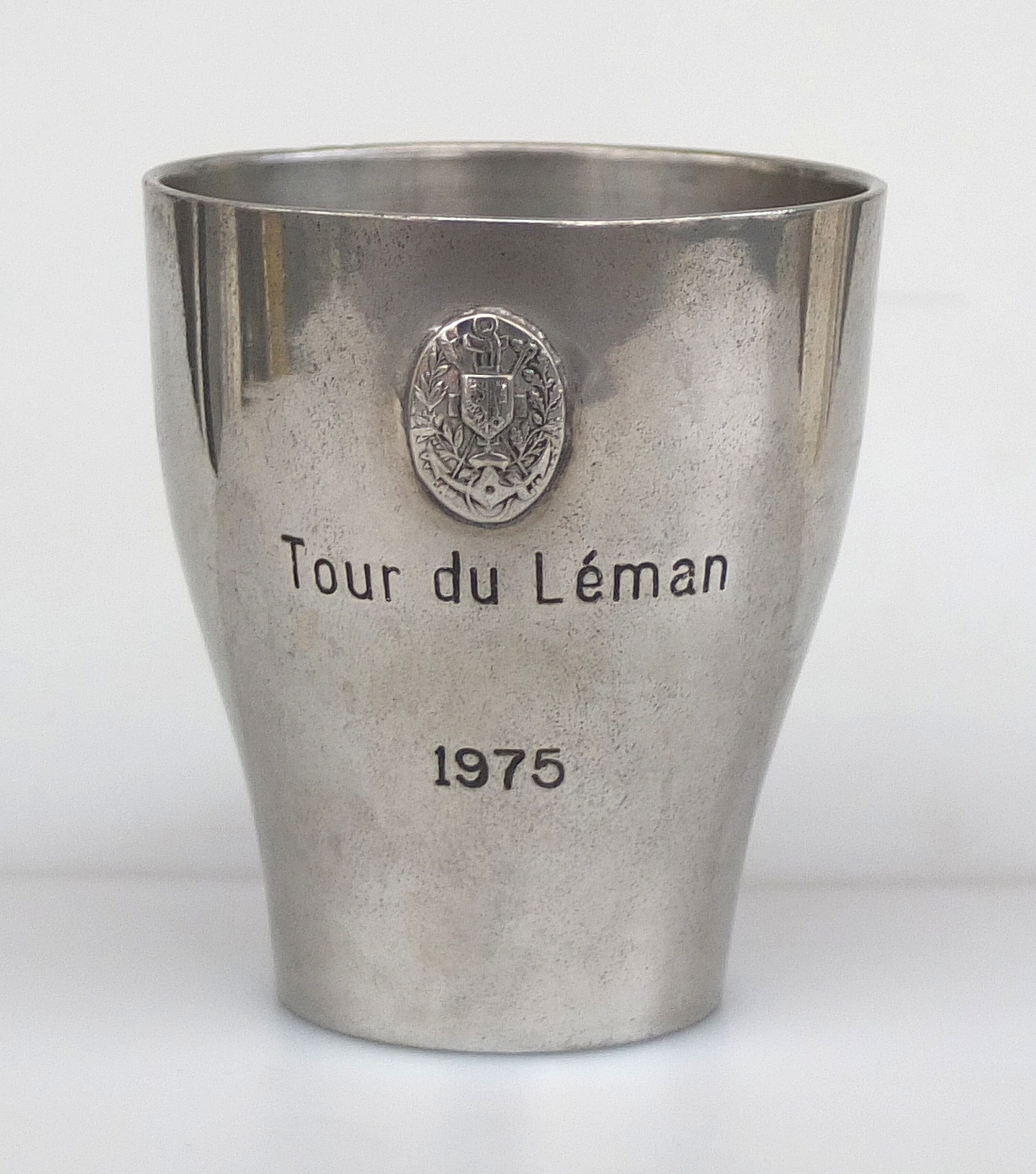
Preisbecher für die vierte Tour du Léman (1975)

Der Startpunkt der Regatta ist die Mole des Yachtclubs Société Nautique de Genève. Der Streckenverlauf führt traditionell auf der zur Schweiz gehörenden Seeseite über die Städte Nyon, Lausanne, Vevey und Montreux bis zum anderen Ende des Sees nach Villeneuve. Danach rudern die Boote auf der französischen Seeseite über Le Bouveret, Évian-les-Bains und Yvoire zurück nach Genf. Dort bildet die Startlinie vor der SNG auch die Ziellinie. Auf Grund von widrigen äusseren Bedingungen wurde der Streckenverlauf in einigen Jahren auch kurzfristig verändert bzw. die Strecke verkürzt. Aus Sicherheitsgründen wird jedes Ruderboot während der Regatta von einem Motorboot begleitet.

## Rekorde
- Den Streckenrekord über die komplette Strecke des Rennens hält die Mannschaft des RC Hamm / Karlsruher Rheinklub Alemania / Mainzer RV / Stuttgart-Cannstatter RC. Im Jahr 2011 siegte die Mannschaft in einer Zeit von 11 Std. 43 Min und 30 Sek.
- Mit seiner 33. Teilnahme im Jahr 2014 ist Matthias Decker vom Ludwigshafener RV der Ruderer, der am häufigsten bei der Regatta teilgenommen hat.[1]
- Im Jahr 2012 absolviert Christian Klandt vom Bonner Ruder-Verein die Regatta alleine im Ruder-Einer und erreicht nach 14 Std. und 27 Min. das Ziel in Genf.[2]

## Siegerlisten
| Jahr | Mannschaft                                                                        | Zeit            |
| ---- | --------------------------------------------------------------------------------- | --------------- |
| 2020 | Bonner Ruder-Verein / Kölner CfW / GTR Neuwied / SRC Bonn                         | 05 Std. 26:37 I |
| 2019 | GTRV Neuwied / KCfW Köln / RTHC Bayer Leverkusen / Clever RC                      | 13 Std. 10:12   |
| 2018 | Bonner RV / WSAP Hamburg / RC Hamm / Stuttgart-Cannstatter RC                     | 05 Std. 39:52 H |
| 2017 | WSAP Hamburg / RC Nürtingen / Bonner RV / RC Hamm / Ulmer RC Donau                | 12 Std. 02:00   |
| 2016 | RTHC Bayer Leverkusen / Bonner RG / Siegburger RV                                 | 12 Std. 10:30   |
| 2015 | RTHC Bayer Leverkusen / Bonner RG / Siegburger RV                                 | 02 Std. 48:55 G |
| 2014 | RTHC Bayer Leverkusen / RaW Berlin / Dresdner RC / Bonner RG                      | 12 Std. 14:11   |
| 2013 | RC Hamm / Mainzer RV / RC Nürtingen / Stuttgart-Cannstatter RC / Bonner RV        | 12 Std. 06:29   |
| 2012 | Ludwigshafener RV                                                                 | 11 Std. 45:46 F |
| 2011 | RC Hamm / Karlsruher Rheinklub Alemannia / Mainzer RV / Stuttgart-Cannstatter RC  | 11 Std. 43:30   |
| 2010 | Mainzer RV / Stuttgart-Cannstatter RC / Ulmer RC Donau / RC Hamm                  | 13 Std. 10:36 E |
| 2009 | Clydesdale ARC / RGM Karlsruher RV Wiking / Stuttgart Cannstatter RC / Mainzer RV | 12 Std. 17:42   |
| 2008 | Karlsruher RV Wiking / Bonner RV / Mainzer RV / Kitzinger RV                      | 13 Std. 33:15   |
| 2007 | Karlsruher RV Wiking / Bonner RV / Mainzer RV                                     | 11 Std. 55:19   |
| 2006 | Dresdner RV / Dresdner RC                                                         | 12 Std. 00:22   |
| 2005 | Bonner RV 1882 / Mainzer RV                                                       | 12 Std. 28:25   |
| 2004 | Dresdner RC                                                                       | 14 Std. 41:00   |
| 2003 | Karlsruhe RV Viking / Bonner RV / Breisacher RV / RTHC Bayer Leverkusen           | 12 Std. 13:57   |
| 2002 | Koblenzer RC / Neuwied RG / Bonn RV                                               | 13 Std. 14:00   |
| 2001 | Ludwigshafener RV / Mülheimer Wassersport                                         | 15 Std. 53:00   |
| 2000 | Turbo Bonn                                                                        | 11 Std. 58:34   |
| 1999 | Karlsruher RV Wiking / Neuwieder RG                                               | 13 Std. 15:40   |
| 1998 | abgebrochen (schlechtes Wetter)                                                   | –               |
| 1997 | Turbo Bonn                                                                        | 13 Std. 31:18   |
| 1996 | abgebrochen (schlechtes Wetter)                                                   | –               |
| 1995 | Turbo Bonn                                                                        | 12 Std. 15:34   |
| 1994 | RG Red Bull Bonn                                                                  | 12 Std. 22:29   |
| 1993 | Turbo Bonn                                                                        | 08 Std. 43:20 D |
| 1992 | Turbo Bonn                                                                        | 13 Std. 03:42   |
| 1991 | Turbo Bonn                                                                        | 13 Std. 09:08   |
| 1990 | Bonner RV / WSD Düsseldorf / SRV Bonn                                             | 12 Std. 30:31   |
| 1989 | ARCR Bonn / GTRV Neuwied / Bonner RV                                              | 12 Std. 28:34   |
| 1988 | Bonner RV / RRS Bückeburg / RGF Lehrte / SRV Bonn / Neuwieder RG                  | 11 Std. 00:52 B |
| 1987 | abgebrochen (schlechtes Wetter)                                                   | –               |
| 1986 | RG Kassel / Marbacher RV / RC Grenzach / RC Giessen / Heidelberg                  | 12 Std. 46:06   |
| 1985 | Marbacher RV / RG Kassel                                                          | 12 Std. 40:52   |
| 1984 | Ludwigshafener RV                                                                 | 07 Std. 13:00 C |
| 1983 | Hevella Berlin                                                                    | 11 Std. 25:10 B |
| 1982 | Heidelberg / RC Giessen                                                           | 13 Std. 08:20   |
| 1981 | Viking Utrecht                                                                    | 13 Std. 26:30   |
| 1980 | Viking Utrecht                                                                    | 13 Std. 32:52   |
| 1979 | kein Boot angekommen                                                              | –               |
| 1978 | RG Bonn / Hamburg / WSV Godesberg                                                 | 13 Std. 30:03   |
| 1977 | kein Boot angekommen                                                              | –               |
| 1976 | abgesagt                                                                          | –               |
| 1975 | RG Bonn / Breisacher RV                                                           | 13 Std. 47:48   |
| 1974 | RG Bonn / Badeneysee / Essen                                                      | 03 Std. 51:45 A |
| 1973 | Société Nautique de Monaco                                                        | 15 Std. 38:27   |
| 1972 | Société Nautique de Genève                                                        | 16 Std. 53:00   |

I Wegen schlechter Wetterbedingungen wurde die Regatta über 75 km von Genf nach Rolle und zurück ausgetragen.
H Starker Wind verhinderte eine Austragung auf dem Genfersee. Stattdessen wurde auf einer 80 km langen Strecke auf der Rhone gefahren.
G Starker Wind verhinderte ein befahren der kompletten Strecke. Es wurden ca. 40 km in zwei Runden entlang des Südufers gefahren.
F Die Strecke wurde wegen schlechten Wetters geändert. Es wurde von Genf nach Rivaz und wieder zurück gefahren.
E Die Strecke wurde wegen schlechten Wetters geändert. Es wurde von Genf nach Montreux und wieder zurück gefahren.
D Das Rennen wurde wegen schlechten Wetters verkürzt. Die Strecke Genf–Lausanne–Genf wurde gefahren.
C Das Rennen wurde wegen schlechten Wetters abgebrochen.
B Das Rennen wurde wegen schlechten Wetters verkürzt. Die Strecke Genf–Rolle–Genf wurde zweimal gefahren.
A Das Rennen wurde wegen schlechten Wetters verkürzt und fand nur auf dem kleinen See statt.

## Fussnoten
1. ↑  Historie des Ludwigshafener Rudervereins. Ludwigshafener Ruderverein von 1878, abgerufen am 29. Juni 2014.
2. ↑  Bericht des offiziellen Magazins der 41. Rundfahrt, Interview. S. 24, abgerufen am 31. Dezember 2013.
3. ↑  Zeitschrift zur Regatta 2013 Überblick, Siegerliste seit 1972. S. 23, archiviert vom Original (nicht mehr online verfügbar) am 14. Dezember 2013; abgerufen am 31. Dezember 2013.
4. ↑  48e Tour du Léman à l’Aviron : Victoire de l’équipe Bonner Ruder-Verein e. v. / Kölner CfW / GTR Neuwied/SRC Bonn en 05:26'37'. In: nautique.ch. 28. September 2020, abgerufen am 27. Dezember 2020 (französisch).
5. ↑  Tour du Léman à l’Aviron 2018: une 46e édition inédite sur le Rhône. In: nautique.ch. 2. Oktober 2018, abgerufen am 27. Dezember 2020 (französisch).
6. ↑  Auer, Matthias: Die (sehr spezielle Mini-)Tour du Lac Léman à l´Aviron 2015. In: rudern.de. 7. Oktober 2015, abgerufen am 27. Dezember 2020.